# Citokină
Citokinele sunt molecule de natură proteică ce transmit informații între celule diferite. Au rolul important de a transmite informații între celulele sistemului imunitar - leucocitele. Citokinele intervin și în mecanismele inflamației și în apărarea contra agenților infecțioși, în apărarea antitumorală, în șocul septic.
Printre cele mai importante se numară:
- interleukinele - care se notează de la 1 la 13
- factorii de stimulare a hematopoiezei
- interferonii
- factorii de necroză tumorală
- factorii de creștere
- factori supresori

## Vezi și
- Furtună de citokine